# Spelaeochernes bahiensis
Espèce
Spelaeochernes bahiensis est une espèce de pseudoscorpions de la famille des Chernetidae.

## Distribution
Cette espèce est endémique de Bahia au Brésil. Elle se rencontre à Itaeté dans les grottes Poço Encantado et Lapa do Bode, à Campo Formoso dans la grotte Gruta da Gameleira et à Iraquara dans le système Santa Rita.

## Étymologie
Son nom d'espèce, composé de bahi[a] et du suffixe latin -ensis, « qui vit dans, qui habite », lui a été donné en référence au lieu de sa découverte, Bahia.

## Publication originale
- Mahnert, 2001 : Cave-dwelling pseudoscorpions (Arachnida, Pseudoscorpiones) from Brazil. Revue Suisse de Zoologie, vol. 108, no 1, p. 95-148 (texte intégral).